# Кипарис (мифология)
Кипари́с (др.-греч. Κυπάρισσος) — в древнегреческой мифологии сын Телефа, из Карфеи на острове Кея, прекрасный юноша, любимец Аполлона (по другим — Пана или Зефира), превращённый им в дерево, носящее его имя, так как он сильно горевал по нечаянно убитому им любимому оленю, которого ему дал сам Аполлон.
По другому рассказу, возлюбленный Сильвана, у него была ручная лань, которую убил Сильван, а Кипарис умер от горя. Именуется также ассирийским юношей.